# Temporada 2025 del Campeonato de Super Fórmula Japonesa
La temporada 2025 del Campeonato de Super Fórmula Japonesa es la 39.ª temporada de dicho campeonato, y la decimotercera con la actual denominación. Comenzó el 8 de marzo en Suzuka y finalizará el 23 de noviembre en el mismo circuito.

## Escuderías y pilotos
| Escudería                      | Motor  | N.º | Piloto              | Rondas   |
| ------------------------------ | ------ | --- | ------------------- | -------- |
| Vantelin Team TOM'S            | Toyota | 1   | Sho Tsuboi          | 1-8      |
| Vantelin Team TOM'S            | Toyota | 37  | Sacha Fenestraz     | 1-8      |
| Kondō Racing                   | Toyota | 3   | Kenta Yamashita     | 1-8      |
| Kondō Racing                   | Toyota | 4   | Zak O'Sullivan      | 1-8      |
| Docomo Team Dandelion Racing   | Honda  | 5   | Tadasuke Makino     | 1-8      |
| Docomo Team Dandelion Racing   | Honda  | 6   | Kakunoshin Ohta     | 1-8      |
| Kids com Team KCMG             | Toyota | 7   | Kamui Kobayashi     | 1-2, 5-8 |
| Kids com Team KCMG             | Toyota | 7   | Seita Nonaka        | 3-4      |
| Kids com Team KCMG             | Toyota | 8   | Nirei Fukuzumi      | 1-8      |
| Hazama Ando Triple Tree Racing | Honda  | 10  | Juju Noda           | 1-8      |
| ThreeBond Racing               | Honda  | 12  | Atsushi Miyake      | 1-8      |
| domomo business ROOKIE         | Toyota | 14  | Kazuya Oshima       | 1-8      |
| Team Mugen                     | Honda  | 15  | Ayumu Iwasa         | 1-8      |
| Team Mugen                     | Honda  | 16  | Tomoki Nojiri       | 1-8      |
| Itochu Enex Wecars Team Impul  | Toyota | 19  | Oliver Rasmussen    | 5-8      |
| Itochu Enex Wecars Team Impul  | Toyota | 19  | Seita Nonaka        | 1-2      |
| Itochu Enex Wecars Team Impul  | Toyota | 19  | Rikuto Kobayashi    | 3-4      |
| Itochu Enex Wecars Team Impul  | Toyota | 20  | Mitsunori Takaboshi | 1-8      |
| KDDI TGMGP TGR-DC              | Toyota | 28  | Kazuto Kotaka       | 1-8      |
| KDDI TGMGP TGR-DC              | Toyota | 29  | Hibiki Taira        | 1-8      |
| Sanki Vertex Partners          | Toyota | 38  | Sena Sakaguchi      | 1-8      |
| Sanki Vertex Partners          | Toyota | 39  | Toshiki Oyu         | 1-8      |
| San-Ei Gen with B-Max          | Honda  | 50  | Syun Koide          | 1-8      |
| PONOS Nakajima Racing          | Honda  | 64  | Ren Sato            | 1-8      |
| PONOS Nakajima Racing          | Honda  | 65  | Igor Fraga          | 1-8      |

## Calendario
| Ronda    | Circuito                       | Fecha           |
| -------- | ------------------------------ | --------------- |
| 1        | Circuito de Suzuka, Suzuka 1   | 8 de marzo      |
| 2        | Circuito de Suzuka, Suzuka 1   | 9 de marzo      |
| 3        | Mobility Resort Motegi, Motegi | 19 de abril     |
| 4        | Mobility Resort Motegi, Motegi | 20 de abril     |
| 5        | Autopolis, Ōita                | 18 de mayo      |
| 6        | Fuji Speedway, Oyama 1         | 19 de julio     |
| 7        | Fuji Speedway, Oyama 1         | 20 de julio     |
| 8        | Sportsland SUGO, Murata        | 10 de agosto    |
| 9        | Fuji Speedway, Oyama 2         | 11 de octubre   |
| 10       | Fuji Speedway, Oyama 2         | 12 de octubre   |
| 11       | Circuito de Suzuka, Suzuka 2   | 22 de noviembre |
| 12       | Circuito de Suzuka, Suzuka 2   | 23 de noviembre |
| Fuentes: |                                |                 |

## Resultados
| Ronda | Ronda                  | Pole Position   | Vuelta rápida   | Piloto ganador  | Escudería ganadora           |
| ----- | ---------------------- | --------------- | --------------- | --------------- | ---------------------------- |
| 1     | Circuito de Suzuka 1   | Tomoki Nojiri   | Ayumu Iwasa     | Kakunoshin Ohta | Docomo Team Dandelion Racing |
| 2     | Circuito de Suzuka 1   | Tomoki Nojiri   | Ren Sato        | Tadasuke Makino | Docomo Team Dandelion Racing |
| 3     | Mobility Resort Motegi | Tadasuke Makino | Sho Tsuboi      | Tadasuke Makino | Docomo Team Dandelion Racing |
| 4     | Mobility Resort Motegi | Kenta Yamashita | Sho Tsuboi      | Kakunoshin Ohta | Docomo Team Dandelion Racing |
| 5     | Autopolis              | Tomoki Nojiri   | Ayumu Iwasa     | Sho Tsuboi      | Vantelin Team TOM’S          |
| 6     | Fuji Speedway 1        | Tomoki Nojiri   | Sho Tsuboi      | Sho Tsuboi      | Vantelin Team TOM’S          |
| 7     | Fuji Speedway 1        | Sho Tsuboi      | Kamui Kobayashi | Kakunoshin Ohta | Docomo Team Dandelion Racing |
| 8     | Sportsland SUGO        | Ayumu Iwasa     | Ayumu Iwasa     | Ayumu Iwasa     | Team Mugen                   |
| 9     | Fuji Speedway 2        |                 |                 |                 |                              |
| 10    | Fuji Speedway 2        |                 |                 |                 |                              |
| 11    | Circuito de Suzuka 2   |                 |                 |                 |                              |
| 12    | Circuito de Suzuka 2   |                 |                 |                 |                              |

## Clasificaciones

### Sistema de puntuación
Carrera
| Posición | 1.º | 2.º | 3.º | 4.º | 5.º | 6.º | 7.º | 8.º | 9.º | 10.º |
| Puntos   | 20  | 15  | 11  | 8   | 6   | 5   | 4   | 3   | 2   | 1    |

Clasificación
| Posición | 1.º | 2.º | 3.º |
| Puntos   | 3   | 2   | 1   |

### Campeonato de Pilotos
| Pos. | Piloto              | SUZ1 | SUZ1 | MOT | MOT | AUT | FUJ1 | FUJ1 | SUG | FUJ2 | FUJ2 | SUZ2 | SUZ2 | Puntos |
| ---- | ------------------- | ---- | ---- | --- | --- | --- | ---- | ---- | --- | ---- | ---- | ---- | ---- | ------ |
| 1    | Sho Tsuboi          | 4    | 2    | 4   | Ret | 1   | 12   | 31   | 4   |      |      |      |      | 95     |
| 2    | Ayumu Iwasa         | 2    | 32   | Ret | 3   | Ret | 3    | 2    | 1   |      |      |      |      | 90     |
| 3    | Kakunoshin Ohta     | 13   | 123  | 2   | 12  | 13  | 10   | 12   | 8   |      |      |      |      | 87     |
| 4    | Tadasuke Makino     | 10   | 1    | 1   | 23  | 6   | 5    | 9    | 10  |      |      |      |      | 74     |
| 5    | Tomoki Nojiri       | 71   | 41   | 9   | 10  | 21  | 21   | 12   | 15  |      |      |      |      | 57     |
| 6    | Sacha Fenestraz     | 11   | 16   | 8   | 4   | 17  | 13   | 5    | 2   |      |      |      |      | 34     |
| 7    | Sena Sakaguchi      | 6    | 15   | 6   | 5   | 5   | 7    | 11   | 53  |      |      |      |      | 33     |
| 8    | Ren Sato            | 3    | 6    | Ret | 12  | 4   | 11   | 63   | Ret |      |      |      |      | 30     |
| 9    | Igor Fraga          | 18   | 5    | 3   | 9   | 8   | 9    | 18   | 6   |      |      |      |      | 30     |
| 10   | Nirei Fukuzumi      | Ret  | 14   | 5   | 16  | 9   | 43   | Ret  | 3   |      |      |      |      | 28     |
| 11   | Kenta Yamashita     | 9    | 11   | 7   | 131 | 32  | 12   | 8    | 9   |      |      |      |      | 27     |
| 12   | Kamui Kobayashi     | 5    | 9    |     |     | 73  | 22   | 4    | 19  |      |      |      |      | 21     |
| 13   | Toshiki Oyu         | Ret  | 7    | Ret | 7   | 10  | 8    | 7    | 12  |      |      |      |      | 16     |
| 14   | Kazuya Oshima       | 13   | 10   | 10  | 6   | 15  | 6    | 10   | 18  |      |      |      |      | 13     |
| 15   | Zak O'Sullivan      | 8    | 22†  | 12  | 11  | Ret | 14   | 16   | 7   |      |      |      |      | 7      |
| 16   | Seita Nonaka        | 17   | 19   | 11  | 8   |     | 19   | Ret  | 16  |      |      |      |      | 3      |
| 17   | Syun Koide          | 14   | 8    | 14  | 14  | 20  | 15   | 17   | 13  |      |      |      |      | 3      |
| 18   | Mitsunori Takaboshi | 12   | 20   | 15  | 19  | 11  | 17   | 14   | 11  |      |      |      |      | 0      |
| 19   | Kazuto Kotaka       | Ret  | 18   | 18  | 15  | 12  | 18   | 15   | 14  |      |      |      |      | 0      |
| 20   | Oliver Rasmussen    | WD   | WD   |     |     | 14  | 16   | 13   | 17  |      |      |      |      | 0      |
| 21   | Hibiki Taira        | 15   | 17   | 13  | Ret | 16  |      |      |     |      |      |      |      | 0      |
| 22   | Atsushi Miyake      | Ret  | 13   | 17  | 18  | 18  | 21   | NC   | Ret |      |      |      |      | 0      |
| 23   | Juju Noda           | 16   | 21   | 19  | 17  | 19  | 20   | NC   | 20  |      |      |      |      | 0      |
| 24   | Rikuto Kobayashi    |      |      | 16  | Ret |     |      |      |     |      |      |      |      | 0      |
| Pos. | Piloto              | SUZ1 | SUZ1 | MOT | MOT | AUT | FUJ1 | FUJ1 | SUG | FUJ2 | FUJ2 | SUZ2 | SUZ2 | Puntos |

| Color     | Resultado                                                               |
| --------- | ----------------------------------------------------------------------- |
| Oro       | Ganador                                                                 |
| Plata     | 2.ª plaza                                                               |
| Bronce    | 3.ª plaza                                                               |
| Verde     | Finalizó en los puntos                                                  |
| Azul      | Finalizó sin puntos                                                     |
| Azul      | NC - No clasificado                                                     |
| Violeta   | Ret - No terminó (Carrera)                                              |
| Rojo      | DNQ - No se clasificó                                                   |
| Negro     | DSQ - Descalificado                                                     |
| Blanco    | DNS - No empezó (carrera)                                               |
| Blanco    | WD - Retirado (fin de semana)                                           |
| Blanco    | C - Carrera cancelada                                                   |
| Sin color | DNP - Inscrito pero no participó                                        |
| Sin color | INJ - Lesionado                                                         |
| Sin color | EX - Excluido                                                           |
| Estado    | Resultado                                                               |
| Negrita   | Pole position                                                           |
| Cursiva   | Vuelta rápida                                                           |
| †         | Abandona, pero clasifica al completar el porcentaje requerido para ello |

### Campeonato de Escuderías
| Pos. | Escudería                            | SUZ1 | SUZ1 | MOT | MOT | AUT | FUJ1 | FUJ1 | SUG | FUJ2 | FUJ2 | SUZ2 | SUZ2 | Puntos |
| ---- | ------------------------------------ | ---- | ---- | --- | --- | --- | ---- | ---- | --- | ---- | ---- | ---- | ---- | ------ |
| 1    | Docomo Team Dandelion Racing         | 1    | 1    | 1   | 1   | 6   | 5    | 1    | 8   |      |      |      |      | 149    |
| 1    | Docomo Team Dandelion Racing         | 10   | 12   | 2   | 2   | 13  | 10   | 9    | 10  |      |      |      |      | 149    |
| 2    | Team Mugen                           | 2    | 3    | 9   | 3   | 2   | 2    | 2    | 1   |      |      |      |      | 128    |
| 2    | Team Mugen                           | 7    | 4    | Ret | 10  | Ret | 3    | 12   | 15  |      |      |      |      | 128    |
| 3    | Vantelin Team TOM'S                  | 4    | 2    | 4   | 4   | 1   | 1    | 3    | 2   |      |      |      |      | 122    |
| 3    | Vantelin Team TOM'S                  | 11   | 16   | 8   | Ret | 17  | 13   | 5    | 4   |      |      |      |      | 122    |
| 4    | PONOS Nakajima Racing                | 3    | 5    | 3   | 9   | 4   | 9    | 6    | 6   |      |      |      |      | 58     |
| 4    | PONOS Nakajima Racing                | 18   | 6    | Ret | 12  | 8   | 11   | 18   | Ret |      |      |      |      | 58     |
| 5    | Kids com Team KCMG                   | 5    | 9    | 5   | 8   | 7   | 4    | 4    | 3   |      |      |      |      | 50     |
| 5    | Kids com Team KCMG                   | Ret  | 14   | 11  | 16  | 9   | 22   | Ret  | 19  |      |      |      |      | 50     |
| 6    | Sanki Vertex Partners Cerumo・Inging | 6    | 7    | 6   | 5   | 5   | 7    | 7    | 5   |      |      |      |      | 48     |
| 6    | Sanki Vertex Partners Cerumo・Inging | Ret  | 15   | Ret | 7   | 10  | 8    | 11   | 12  |      |      |      |      | 48     |
| 7    | Kondō Racing                         | 8    | 11   | 7   | 11  | 3   | 12   | 8    | 7   |      |      |      |      | 29     |
| 7    | Kondō Racing                         | 9    | 22†  | 12  | 13  | Ret | 14   | 16   | 9   |      |      |      |      | 29     |
| 8    | docomo business ROOKIE               | 13   | 10   | 10  | 6   | 15  | 6    | 10   | 18  |      |      |      |      | 13     |
| 9    | San-Ei Gen with B-Max                | 14   | 8    | 14  | 14  | 20  | 15   | 17   | 13  |      |      |      |      | 3      |
| 10   | Itochu Enex Wecars Team Impul        | 12   | 19   | 15  | 19  | 11  | 16   | 13   | 11  |      |      |      |      | 0      |
| 10   | Itochu Enex Wecars Team Impul        | 17   | 20   | 16  | Ret | 14  | 17   | 14   | 17  |      |      |      |      | 0      |
| 11   | KDDI TGMGP TGR-DC                    | 15   | 17   | 13  | 15  | 12  | 18   | 15   | 14  |      |      |      |      | 0      |
| 11   | KDDI TGMGP TGR-DC                    | Ret  | 18   | 18  | Ret | 16  | 19   | Ret  | 16  |      |      |      |      | 0      |
| 12   | ThreeBond Racing                     | Ret  | 13   | 17  | 18  | 18  | 21   | NC   | Ret |      |      |      |      | 0      |
| 13   | Triple Tree Racing                   | 16   | 21   | 19  | 17  | 19  | 20   | NC   | 20  |      |      |      |      | 0      |
| Pos. | Escudería                            | SUZ1 | SUZ1 | MOT | MOT | AUT | FUJ1 | FUJ1 | SUG | FUJ2 | FUJ2 | SUZ2 | SUZ2 | Puntos |

| Color     | Resultado                                                               |
| --------- | ----------------------------------------------------------------------- |
| Oro       | Ganador                                                                 |
| Plata     | 2.ª plaza                                                               |
| Bronce    | 3.ª plaza                                                               |
| Verde     | Finalizó en los puntos                                                  |
| Azul      | Finalizó sin puntos                                                     |
| Azul      | NC - No clasificado                                                     |
| Violeta   | Ret - No terminó (Carrera)                                              |
| Rojo      | DNQ - No se clasificó                                                   |
| Negro     | DSQ - Descalificado                                                     |
| Blanco    | DNS - No empezó (carrera)                                               |
| Blanco    | WD - Retirado (fin de semana)                                           |
| Blanco    | C - Carrera cancelada                                                   |
| Sin color | DNP - Inscrito pero no participó                                        |
| Sin color | INJ - Lesionado                                                         |
| Sin color | EX - Excluido                                                           |
| Estado    | Resultado                                                               |
| Negrita   | Pole position                                                           |
| Cursiva   | Vuelta rápida                                                           |
| †         | Abandona, pero clasifica al completar el porcentaje requerido para ello |